# ウォルター・ビショップ・ジュニア
ウォルター・ビショップ・ジュニア（Walter Bishop Jr.、1927年10月4日 - 1998年1月24日）は、アメリカ合衆国のジャズ・ピアニストで音楽教師・音楽理論家。主にビバップ期およびハード・バップ期に活躍したが、1990年代まで演奏活動を続けた。ジャマイカ出身の作曲家ウォルター・ビショップ・シニアの息子である。また、イブラヒム・イブン・イスマイル（Ibrahim Ibn Ismail）というイスラム名も持つ。

## 略歴
ハイスクールでケニー・ドリューやソニー・ロリンズ、アート・テイラーと友人になる。第二次世界大戦後に音楽活動に入り、アート・ブレイキーやチャーリー・パーカー、オスカー・ペティフォード、カイ・ウィンディング、マイルス・デイヴィス、ジャッキー・マクリーン、カーティス・フラー、テリー・ギブス、クラーク・テリー、ブルー・ミッチェル、スーパーサックスと共演して録音活動を行なった。1960年代初頭にバンドリーダーとしてジミー・ギャリソンやG・T・ホーガンとトリオを結成する。
1960年代後半にジュリアード音楽院でホール・オーヴァートンに師事した後、1970年代にロサンゼルスの大学で音楽理論を指導した。1983年よりハートフォード大学のハート校で教鞭を執る。著書『四度の研究（英語: A Study in Fourths）』では、4度圏や5度圏に基づくジャズの即興演奏の仕方について論じている。

## ディスコグラフィ

### リーダー・アルバム
| 録音年    | タイトル                                       | レーベル           | パーソネル |
| --------- | ---------------------------------------------- | ------------------ | --- |
| 1961      | スピーク・ロウ Speak Low                       | Jazztime           | トリオ with ジミー・ギャリソン (ベース)、G・T・ホーガン (ドラム)。ブラック・ライオンからも『Milestones』としてリリース |
| 1962      | A Pair of "Naturals"                           | Operators          | 4曲トリオ with ブッチ・ウォーレン (ベース)、G・T・ホーガン (ドラム) ※ピーター・ヨーク・オーケストラ（7曲）とのスプリット盤 |
| 1963      | サマータイム Summertime                        | コティリオン       | トリオ with ブッチ・ウォーレン (ベース) ジミー・コブ (ドラム) |
| 1964–1968 | ビッシュ・バッシュ Bish Bash                   | ザナドゥ           | 一部トリオ with エディ・カーン (ベース)、ディック・バーク (ドラム) / 一部カルテット with フランク・ヘインズ (テナーサックス) / 一部トリオ with レジー・ジョンソン (ベース)、アイドリス・ムハマッド (ドラム) |
| 1971      | コーラル・キイズ Coral Keys                    | ブラック・ジャズ   | カルテット with ハロルド・ヴィック (フルート、ソプラノサックス、テナーサックス)、レジー・ジョンソン (ベース)、アラン・シュワルツ・ベンジャー または アイドリス・ムハマッド (ドラム) / 一部クインテット with ウディ・ショウ (トランペット) |
| 1973      | キーパー・オブ・マイ・ソウル Keeper of My Soul | ブラック・ジャズ   | With ロニー・ロウズ (フルート、サクソフォーン)、ウディ・マレイ (ヴィブラフォン)、ジェラルド・ブラウン (ベース、エレクトリックベース)、バヒル・ハッサン (ドラム)、シャクール・M・アブドゥラ (コンガ、ボンゴ) |
| 1974      | ヴァレー・ランド Valley Land                   | ミューズ           | トリオ with サム・ジョーンズ (ベース)、ビリー・ハート (ドラム) |
| 1975      | ソリロキュイ Soliloquy                         | Seabreeze          | ピアノ・ソロ |
| 1976      | ソロ・ピアノ Solo Piano                        | インタープレイ     | ピアノ・ソロ |
| 1976      | オールド・フォークス Old Folks                 | イースト・ウィンド | トリオ with サム・ジョーンズ (ベース)、ビリー・ヒギンス (ドラム) |
| 1977      | ソウル・ヴィレッジ Soul Village                | ミューズ           | With ランディ・ブレッカー (トランペット、フリューゲルホルン)、ジョージ・ヤング (ソプラノサックス、アルトサックス)、ジェリー・ニーウッド (テナーサックス、フルート)、スティーヴ・カーン (ギター)、マーク・イーガン (ベース)、エド・ソフ (ドラム)、ヴィクトリア (コンガ、パーカッション) |
| 1977–1978 | Hot House                                      | ミューズ           | 一部 トリオ with サム・ジョーンズ (ベース)、アル・フォスター (ドラム) / 一部カルテット with ビル・ハードマン (トランペット)、ジュニア・クック (テナーサックス) |
| 1978      | Cubicle                                        | ミューズ           | With ランディ・ブレッカー (トランペット、フリューゲルホルン)、カーティス・フラー (トロンボーン)、ルネ・マクリーン (ソプラノサックス、アルトサックス、テナーサックス)、ペッパー・アダムス (バリトンサックス)、ジョー・カロ (ギター)、ボブ・クランショウ (エレクトリックベース)、ビリー・ハート (ドラム)、レイ・マンティラ (パーカッション)、マーク・イーガン (エレクトリックベース)、カーメン・ランディ (ボーカル) |
| 1978      | ザ・トリオ The Trio                            | プログレッシブ     | with ビリー・ハート (ドラム)、ジョージ・ムラーツ (ベース) |
| 1988      | ジャスト・イン・タイム Just in Time            | インタープレイ     | トリオ with ポール・H・ブラウン (ベース)、ウォルター・ボールデン (ドラム) |
| 1989      | オード・トゥ・バード Ode to Bird               | インタープレイ     | トリオ with ポール・H・ブラウン (ベース)、ウォルター・ボールデン (ドラム) |
| 1990      | ホワッツ・ニュー What's New                    | DIW                | トリオ with ピーター・ワシントン (ベース)、ケニー・ワシントン (ドラム) |
| 1991      | Midnight Blue                                  | レッド             | トリオ with レジー・ジョンソン (ベース)、ダグ・サイズ (ドラム) |
| 1993      | スピーク・ロウ・アゲイン Speak Low Again       | ヴィーナス         | トリオ with ポール・H・ブラウン (ベース)、アル・ヘアウッド (ドラム) |

### コンピレーション・アルバム
- The Walter Bishop Jr. Trio / 1965 (1965年、Prestige) ※1962年-1963年のセッション（『A Pair of "Naturals"』『Summertime』）

### 参加アルバム
ジーン・アモンズ
- Up Tight! (1961年、Prestige)
- Boss Soul! (1961年、Prestige)

ショーティ・ベイカー & ドク・チータム
- Shorty & Doc (1961年、Swingville)

アート・ブレイキー
- 『ザ・コンプリート』 - Blakey (1954年、EmArcy)
- 『アート・ブレイキーズ・ビッグ・バンド』 - Art Blakey Big Band (1957年、Bethlehem)

ロッキー・ボイド
- 『イーズ・イット』 - Ease It (1961年、Jazztime)

マイルス・デイヴィス
- 『ディグ』 - Dig (1951年、Prestige)
- 『コレクターズアイテム』 - Collectors' Items (1956年、Prestige)

ケニー・ドーハム
- 『ケニー・ドーハム・クインテット』 - Kenny Dorham Quintet (1953年、Debut)
- 『インタ・サムシン』 - Inta Somethin' (1961年、Pacific Jazz)

カーティス・フラー
- 『ボス・オブ・ザ・ソウル・ストリーム・トロンボーン』 - Boss of the Soul-Stream Trombone (1960年、Warwick)
- 『ザ・マグニフィセント・トロンボーン』 - The Magnificent Trombone of Curtis Fuller (1961年、Epic)
- Fire and Filigree (1978年、Bee Hive)

ジョン・ハンディ
- Jazz (1962年、Roulette)

ビル・ハードマン
- Focus (1984年、Muse) ※1980年録音
- Politely (1982年、Muse)

ミルト・ジャクソン
- 『ミート・ミルト・ジャクソン』 - Meet Milt Jackson (1949年、Savoy)

ケン・マッキンタイアー
- 『ルッキング・アヘッド』 - Looking Ahead (1960年、New Jazz)

ジャッキー・マクリーン
- 『スイング・スワング・スインギン』 - Swing, Swang, Swingin' (1959年、Blue Note)
- 『カプチン・スウィング』 - Capuchin Swing (1961年、Blue Note)

ブルー・ミッチェル
- 『ブルー・ミッチェル』 - Blue Mitchell (1971年、Mainstream)
- 『ヴァイタル・ブルー』 - Vital Blue (1971年、Mainstream)

ハンク・モブレー
- 『モブレーズ・セカンド・メッセージ』 - Mobley's 2nd Message (1956年、Prestige)

チャーリー・パーカー
- 『スウェディッシュ・シュナップス』 - Swedish Schnapps (1951年、Verve) ※サイド2
- 『フィエスタ』 - Fiesta (1952年、Verve)
- 『チャーリー・パーカー・プレイズ・コール・ポーター』 - Charlie Parker Plays Cole Porter (1954年、Verve)
- 『ライヴ・アット・ロックランド・パレス1952』 - Live at Rockland Palace (1983年、Parker) ※1952年録音

オスカー・ペティフォード
- 『リトル・セロ』 - The New Oscar Pettiford Sextet (1953年、Debut)

ディジー・リース
- 『サウンディン・オフ』 - Soundin' Off (1960年、Blue Note)

チャーリー・ラウズ
- 『テイキン・ケア・オブ・ビジネス』 - Takin' Care of Business (1960年、Jazzland)

アーチー・シェップ
- 『グリーン・ドルフィン・ストリート』 - On Green Dolphin Street (1978年、Denon)

ソニー・スティット
- 『ブロードウェイ・ソウル』 - Broadway Soul (1965年、Colpix)

ハロルド・ヴィック
- Commitment (1974年、Muse) ※1967年録音

スタン・ゲッツ・アンド・ヒズ・フォー・ブラザーズ (アル・コーン、ズート・シムズ、アレン・イーガー、ブリュー・ムーア)
- 『ザ・ブラザーズ』 - The Brothers (1949年、Prestige)

## 参考資料・外部リンク
- Walter Bishop, Jr. - Allmusic
- MusicWeb Encyclopaedia of Popular Music

### 音源
- SPEAK LOW @ SPEAK LOW AGAIN - WALTER BISHOP JR.
- SPEAK LOW - WALTER BISHOP JR.
- Walter Bishop, Jr. - Coral Keys
- Walter Bishop, Jr's Master Class: Comping & Chord Voicings
- Theory of Fourths: Walter Bishop, Jr.